# Einsatzvorschrift
Eine Einsatzvorschrift ist ein Dokument, in dem verbindlich festgehalten ist, wie ein (Rettungsdienst-, Sicherheitsdienst-)Einsatz durchgeführt werden soll. Durch einen standardisierten Ablauf wird für den einzelnen Mitarbeiter Handlungssicherheit geschaffen, weil er genau weiß, wie seine Kompetenzen aussehen.
Beispiel aus dem Rettungsdienst:
Wird über den Notruf ein Beinbruch gemeldet, bestimmt die Einsatzvorschrift, dass ein Rettungswagen zu dem Verletzten geschickt werden muss. 
Moderne Computer-Einsatzleitsysteme bieten zudem eine Routenplanung und schlagen der Leitstelle das nächste verfügbare Einsatzfahrzeug für den Einsatz vor.